# 日本の戦争謝罪
戦争謝罪（せんそうしゃざい）とは、日本がこれまで1940年前後に戦争等を通して諸外国に与えた損害について、日本政府などが公式あるいは非公式に表明してきた「謝罪」のことである。
本項では、日本への謝罪要求についても概説する。

## 概要
日本の戦争犯罪に対する認識が足りないとする立場からは、政府がこれまでに発してきた謝罪声明が「公式な謝罪」と認めるには不充分なものであるという認識から、「まだ日本は罪を充分に認め、謝罪していない」とする主張が存在する。これに対して、「国家間の謝罪としては、これまでに何度も発せられてきた謝罪声明で既に充分であり、これ以上繰り返す必要はない」という意見もある。
前者は、日本という国が戦争に関する責任をまだ果たしていないという見方を、後者は、日本が既に責任を果たした（あるいは責任など無い）という見方を持っていることが多い（ただし、戦後の国家間の様々な条約により謝罪は既に完了したとする立場もある）。中国・韓国・北朝鮮の政府や団体が、日本の謝罪が不充分とする意見を表明することがしばしばある。

## 日本による謝罪
日本が謝罪した主な事例を挙げる。
1. 中華人民共和国 : 1972年の日中共同声明
2. アジア諸国（および「多くの国々」）：村山談話
3. 韓国：日韓共同宣言
4. 北朝鮮：日朝平壌宣言
5. オランダ：小渕恵三首相が2000年2月の首脳会談において「日本がオランダ人戦争被害者を含む多くの人々に対し多大の損害と苦痛を与えたことに対し、改めて痛切な反省と心からのお詫びの気持ちを表明」すると述べた[1]。
6. イギリス：1998年のブレア首相との会談で橋本龍太郎首相がイギリス人捕虜に対する日本軍の取り扱いについて謝罪している
7. 欧米人の捕虜、民間人の収容：2000年2月の日蘭首脳会談、1998年の日英首脳会談[2]。

### 謝罪内容
これまでに日本は以下の事柄について「謝罪」表明してきている。
1. 植民地支配と侵略：村山談話、日韓共同宣言、日朝平壌宣言
2. 中国への侵略：日中共同宣言、村山談話
3. 欧米人の捕虜、民間人の収容：2000年2月の日蘭首脳会談、1998年の日英首脳会談[2]。
4. 慰安婦：宮沢喜一による謝罪、村山富市首相「平和友好交流計画」に関する談話（1994）[3][4]、河野談話
5. 創氏改名：橋本龍太郎首相が1996年の日韓共同記者会見において「おわびと反省の言葉」を表している[5]。
6. 南京事件：2000年に河野外相が政府見解として「南京入城後に、一般市民や非戦闘員を含む犠牲者が出たということについては否定できない事実」と述べているが、謝罪あるいは反省、遺憾の念は表明されていない[6]。

- 昭和天皇は「今世紀の一時期において，両国の間に不幸な過去が存したことは誠に遺憾であり，再び繰り返されてはならない」と1984年の全斗煥大統領歓迎の宮中晩餐会における謝罪の言葉を述べた。しかし、「遺憾」などの表現は、日本の謝罪が未だ不充分であることの例として、中韓北だけでなく欧米のメディアでも取り上げられたことがあった（もちろん自国が過去の植民地に謝罪したことがないことも鑑みた論調の欧米メディアもある）。
- また明仁天皇は1990年5月24日に盧泰愚韓国大統領を迎えた宮中晩餐で「我が国によってもたらされたこの不幸な時期に，貴国の人々が味わわれた苦しみを思い，私は痛惜の念を禁じえません」とのおことばを述べた。

謝罪が表明されている外交文書には日朝平壌宣言と日韓共同宣言がある。閣議決定として謝罪が表明されたものには村山談話がある。国会決議として表明されたものには歴史を教訓に平和への決意を新たにする決議(不戦決議)があるが、これは「謝罪」の表現を欠くものとなっている（後述）。
中国・韓国などから繰り返される謝罪要求に、これまで日本政府が表明してきた数々の「反省」「謝罪」声明をもって謝罪は既に十分に済んでいるとして、例えば塚本三郎（元民社党委員長）は「日本政府は16回も謝罪を重ねてきた…それでも中国や韓国は政府の首脳が交替する度に同様の言いがかりを続けてきた。これ以上彼等の要求に付き合ってはいけない」と述べている 。また、アメリカのオークランド大学の地理学者、ジェーン・ヤマザキは、1965年の日韓国交正常化以降に行われた日本の国家レベルでの謝罪について、「主権国家がこれほどに過去の自国の間違いや悪事を認め、外国に対して謝ることは国際的にきわめて珍しい」と述べている。また日本の謝罪が功を奏していないことを指摘し、「謝罪が成功するには受け手にそれを受け入れる用意が不可欠だが、韓国や中国には受け入れの意思はなく、歴史問題で日本と和解する気がないといえる」としている。マレーシアのマハティール・ビン・モハマド首相は、2019年8月7日、訪問先の福岡県宗像市で毎日新聞のインタビューに応じ、日韓両国が対立を先鋭化させている現状について、「我々は過去は過去として捉えるべきだ。日本は(韓国に)すでに謝罪している。1度で十分だ」と答えた。。

### 「謝罪外交」への批判
日本政府および公人による謝罪が繰り返されることについて、そのような外交行動を「謝罪外交」として批判する見解もある。小室直樹は国際法上、国家が「謝罪」するということは国家責任を負うことを意味し、賠償に応ずることを意味すると指摘し、首相や外相がひとたび謝罪すれば事実でないことについてもその責任を日本が負わされることになるとして「謝罪外交」を強く批判している。また、「謝罪外交(土下座外交)は、歴史教科書問題のときの昭和57年夏の宮沢喜一官房長官談話にはじまり、このときに中国と韓国が他国の教科書検定に口出すという内政干渉という暴挙に屈したことにはじまった」とし、「それ以来の謝罪外交によって日本国家は犯罪国家として認定されてしまった」と主張している。

## 日本への謝罪要求

### 外交カードとしての謝罪要求
中国、韓国、北朝鮮が戦争謝罪を政治的カード、外交カードとして利用していることの懸念から、日本政府が更なる謝罪声明の必要はないとする見解がある。
中国の江沢民は、1998年8月「（日本に対しては）歴史問題を始終強調し、永遠に話していかなくてはならない」と外国に駐在する大使など外交当局者を集めた会議で指示を出していたとされる。2005年の中国における反日デモの背後には中国政府の愛国主義教育により高揚された反日感情があり、こうした「歴史カード」を巧みに駆使しつつ3兆円を超える日本からのODAについては人民に伏せている現実を指摘し、それを批判せずただ謝罪外交を続ける日本政府を批判しているとされる。「結党以来、中国人民を虐殺してきた中国共産党にとって「反日」が唯一の「大義」であり存在意義である事や、朝鮮民族の歴史＝属国としての歴史という歴史的経緯から両国とも振り上げた拳を下ろせない状態になっている」という見解もある。
2005年には韓国の盧武鉉大統領が島根県の「竹島の日」制定や新しい歴史教科書問題についてふれ、「日本がこれまでやってきた反省と謝罪をすべて白紙化するものだ」と非難した。歴史教科書問題は内政問題であり、竹島問題は、戦争犯罪とは関係のない事柄であるにもかかわらずこのような声明が出されたことに、日本の戦争犯罪を「利用」し、外交利益を得ようとする意図が表れていると批判された。

## 「謝罪」表現の問題
日本の革新勢力（主に日本の行為を侵略戦争と断じ、日の丸や君が代に批判的な勢力）および中韓北が謝罪発言で問題にするのは、その表現方法である。ただ反省する、遺憾の意を表す旨しか表されていない場合は不充分であると判断する人がいる。しかし「充分な謝罪」の基準はあいまい、かつ感情が入る余地も大きいため、どのような発言に対しても「謝罪不足」と非難することができてしまう。謝罪要求をする側が一般に「公式」と認める「謝罪」とは、
1. 謝罪するところの行為を侵略戦争、戦争犯罪などの罪悪であると認めている。
2. そうした犯罪、侵略行為に対して、自国に責任があると認めている。
3. 端的に「謝罪」またはそれに準じる表現で謝罪を表明している（「遺憾」「反省」などの表現は謝罪と認められない）。
4. 日本が過去の罪を、謝罪要求側の歴史認識どおり全て認め、未来においてそれ以外の主張を認めず永遠に反省を続けること。

の4つの条件を満たしているものである。
- 1に関しては、日本の首相で先の戦争を「侵略戦争」であると認めたのは1993年記者会見での細川護煕が最初であるとされる。
- 2に関しては、日中共同声明において「責任を痛感し、深く反省する」と表したのが最初である。
- 3に関しては、1990年5月の海部首相によるものが最初である。
- 4については未だに実現されていないため、日本の謝罪を十分であるとは結局のところ認められていない。

### 日中間における謝罪表現の問題
日本と中国とでは同じ東アジア文化とはいえ、異文化であり、謝罪表現や言葉や行動の意味が異なる。以下にみるように日中外交においても、そのような文化的な違いにもとづくともとれる摩擦が生じ、日本の謝罪についてこれまでにさまざまな問題が発生した。

#### 「お詫び」と「謝罪」
1972年の日中共同声明において田中角栄首相が「お詫び」という言葉を使ったさい、翻訳の問題もあり、中国側では深刻な謝罪表明でなく、軽い謝罪と受け止められ、問題視された。しかし日本側の外交努力によって、共同声明は無事発表されたが、この事件がのちの90年代以降にも再言及され、繰り返されている。日本の外務省および欧米の主要メディアは一般に「お詫び」を「apology」等に翻訳して、充分な「謝罪」表現として認識しているが、中国側ではそうではないことがしばしばある。また、日本側が「謝罪」と明記しなかったのは、日中戦争が一方的な侵略戦争でなく、通常の一般的な戦争であったと認識していたためとの見解もある。
1998年の日中共同宣言において、日本政府は1972年の日中共同声明を踏襲し「責任を痛感し、深く反省する」という同じ表現を繰り返した。中国側は、同1998年に先に結ばれた日韓共同宣言が「お詫び」という表現を率直に使用していたことから同様の「謝罪」を期待していたところ、1972年の「反省」が繰り返されたために、これを批判した。なお、小渕首相は会談においては口頭で「お詫び」を言っている。
2005年のアジア・アフリカ首脳会議におけるスピーチで小泉首相は村山談話を踏襲する形で「謝罪」を発したが、人民日報など中国の主要メディアはこれが「謝罪」ではなくより「軽い」表現である「お詫び」（中国語の「歉意」に翻訳される）という表現を使用していることから、批判した。

#### 朱鎔基の発言
中華人民共和国に対しては謝罪内容を持つ声明が日中共同声明にある。これはしかし「謝罪」という言葉を使用していない。そのためか、中華人民共和国側としては未だ公式な謝罪が無いという認識である。例えば朱鎔基首相は以下のように発言している：
日本は全ての正式な文書の中で、中国の人たちに謝罪したことはありません。もちろん95年の村山元首相が、非常に概括的にアジアの人たちに謝罪をしました。しかし正式な文書の中では、中国の人たちに謝罪をはっきりとしたことはありません。
村山元首相は日本政府を代表して、初めて侵略戦争を公式に認め、関係国の被害者に謝罪した首相であり、我々はこれを高く評価している。
朱鎔基は村山談話を公式の謝罪表明として認めているが、しかし村山談話は特に中国だけに向けて発せられたものではない。しかし、中国も「アジア諸国」に含まれる以上、中国に対しても謝罪していることになる。
朱鎔基の発言に関する日本側の反論として、日本の外務省事務次官は「わが国から申し上げると、ひとつの原点が1995年の内閣総理談話というものがあって、これでわが国政府の正式な立場を表したものであるが、その中で過去の一時期に植民地支配と侵略によって、多くの国々、とりわけアジア諸国の人々に対して多大の損害と苦痛を与えたことに対し、当然中国をも大きく念頭に置いていたわけであり、『痛切な反省の意を表し、心からのお詫びの気持ちを表明いたします』としている。3年後の98年に江沢民国家主席の訪日の際にも、首脳会談の中で、小渕総理（当時）より、今申し上げた95年の内閣総理談話において痛切な反省の意を表し、心からのお詫びの気持ちを表明したことを説明し、『日本政府は改めてこの反省とお詫びを中国に対しても表明する』と明確に伝えている。従って、改めて文書どうこうという話ではないであろうと思う」と述べた。

### 公式謝罪と私的謝罪
日本を糾弾する人々の言う「公式な謝罪」とは、一般に
1. 日本国政府または日本国を公式に代表する者が表したもの
2. 発言者が私人としてでなく公式の権限において表したもの

に限られるという意見である。
- 1に関しては、首相、大臣、内閣、国会、天皇以外の者、例えば左派政党の一国会議員が謝罪しただけでは、「日本国の謝罪」としては認められないとする意見。
- 2に関しては、村山談話が発表される直前の不戦決議草案が「謝罪」の表現を含んでいたため国会で却下されたことを理由に、村山談話を首相個人の私人としての発言でしかないとする批判がある[20]。また、日本国政府を代表する公人が公式の権限において発言する場合でも、記者会見や首脳会談などよりも外交文書や閣議決定、国会決議などにおいて謝罪する方が評価は高くなるとする意見もある。

## 失言と謝罪要求
謝罪声明自体は実際になされていても、首相や閣僚の失言（例：森喜朗首相の神の国発言）や首相、大臣の靖国神社参拝、歴史教科書検定などの問題から、「謝罪も実は口だけで本心では反省していない」と日本の右翼勢力や中韓朝から非難されることがある。これらの非難に対して、失言についてはあくまで失言であり、それ以前の謝罪声明が虚偽であることの証明にはならない、あるいは、靖国神社参拝や教科書検定などの問題は同時期の戦争に関連した別の問題であって、そのことがそれ以前の謝罪の虚偽性を証明するものではないと日本側は説明している。
また日本と同じく第二次世界大戦の敗戦国であるドイツでも、戦争責任に関する「失言」が問題視されることがある。2007年4月にはバーデン＝ヴュルテンベルク州首相のギュンター・エッティンガーが元ナチスであったことをとがめられたハンス・フィルビンガーに対して擁護したことが失言とみなされた。